# Llistes satèl·lit àrabs

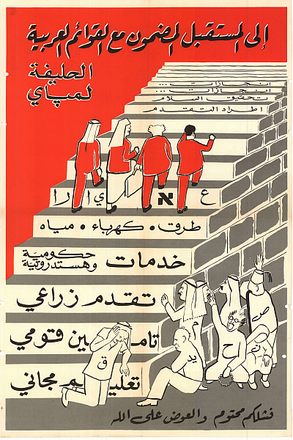
Cartell electoral del Mapai, cridant els àrabs a votar per les seves llistes satèl·lit aliades El lema principal diu «Cap a un futur garantit amb les llistes àrabs, aliades del Mapai».

Les llistes satèl·lit àrabs eren partits polítics àrabs israelians formats amb el propòsit de donar suport electoral al Mapai (i més tard al Partit Laborista), tot i que també n'hi hagué una del Mapam, entre 1948 i mitjans dels anys setanta. Entre les eleccions de 1949 i les eleccions de 1969, la major part del vot àrab israelià es va dividir entre els partits comunistes israelians Maki i Rakah (una escissió de predomini àrab del Maki el 1965, reconegut per la Unió Soviètica com el partit comunista oficial) i les llistes satèl·lit àrabs. Segons Rebecca Kook, Maki i Rakah eren considerats els únics partits que representaven realment els interessos àrabs fins que la Llista Progressista per la Pau obtingués dos escons a les eleccions de 1984.
L'existència de les llistes àrabs es va produir, en part, perquè els àrabs van tenir prohibida la pertinença al Mapai fins al 1973. A diferència dels partits polítics normals, aquests no estaven actius entre les eleccions. La majoria de les llistes van sobreviure a més d'una elecció i totes van seguir les polítiques del seu mecenes Mapai.
Segons Ilana Kaufman, les llistes àrabs «No eren pròpiament partits, sinó creacions electorals ad hoc per a l'elecció d'àrabs a la Kenésset». Majid Al Haj escriu que l'objecte de les llistes «no era la mobilització política de les poblacions àrabs, sinó la captació de vots àrabs».
El Partit Laborista va retirar el seu suport de la seva última llista satèl·lit, la Llista Àrab Unida, abans de les eleccions de 1981. L'Alineació, una aliança del Partit Laborista i Mapam, va veure com la seva part del vot àrab es triplicava a les eleccions, mentre que la Llista Àrab Unida no va superar el llindar electoral. El Partit Àrab Democràtic, creat el 1988 com a escissió del Partit Laborista, va ocupar efectivament el seu lloc en l'àmbit polític.

## Relació de llistes satèl·lit àrabs
- Agricultura i Desenvolupament (Mapai)
- Llista Àrab de Beduïns i Vilatans (Partit Laborista)
- Cooperació i Germandat (Mapai, Partit Laborista)
- Cooperació i Desenvolupament (Mapai)
- Llista Democràtica dels Àrabs Israelians (Mapai)
- Llista Democràtica de Natzaret (Mapai)
- Bloc Àrab Popular (Mapam)
- Progrés i Desenvolupament (Mapai, Partit Laborista)
- Progrés i Treball (Mapai)
- Llista Àrab Unida (Partit Laborista)